# スタンダード・ナンバー
スタンダード・ナンバーは、音楽、特にポピュラー音楽の分野において広く世に知られ、多くのアーティストにカバーされるようになった楽曲のことを指す日本での表現のこと。定番とも。英語のネイティブは単に「standard スタンダード」と言う。

## 歴史
音楽分野において、「スタンダード（a standard（複数/standards）」という用語は、もっぱらjazz（ジャズ）やpops（ポップス）などの20世紀からのポピュラー音楽において用いられることが多い。たとえ広く周知されている楽曲であっても、世界的に、国歌・古典楽曲や宮廷楽曲・宗教楽曲・民謡・民俗音楽・民族音楽・伝承楽曲などに関して用いられることは、ほとんど見られない。これは国歌・宮廷・宗教・古典・民謡・伝承楽曲は、その演奏・歌唱において規格化された「旋律を再現すること」自体が求められているためである。それに対して、ポピュラー音楽分野における演奏・歌唱は、音楽家が先人へのリスペクトの念を込めて独自解釈の演奏・歌唱を新しい解釈・アレンジ素材として「スタンダード」として提供することで大衆に伝播していく文化である。このため、ポップス分野における「スタンダード・カバー」に対する聴衆の興味は、原曲奏者・歌唱者のそれの再現ではなく、いかに「カバー奏者・歌唱者」がその曲を解釈・発展させているかに向けられるのが常である。一部のスタンダードのレパートリーは固定的になっており、スタンダードを歌唱・演奏する側と、コンテンポラリーな音楽を愛好する者との間に、溝を生んでいる。
ビング・クロスビーやフランク・シナトラらが、スタンダード曲を歌いついできた。一定のコード進行を自分なりのインプロビゼーションで表現するビバップと呼ばれるいわゆるモダンジャズや、自己の歌唱力を独特に展開するジャズ・ヴォーカルなど、ジャズ分野のアーティストにおいては、舞台音楽・映画音楽・ポップス・先人ジャズメンによるオリジナル曲を問わず、自分の感性を表現できると感じたコード進行やメロディーラインに対して競ってカバーする傾向が顕著であり、近年に至るまで幾多の「ジャズ・スタンダード」が生まれている。
音楽の「曲」という意味で「ナンバー（number）」を用いた「スタンダード・ナンバー」という用語は和製英語であり、むしろ「スタンダード曲」や「定番」のほうが本来の英語での用法に近い和訳である。日本では一般に英語由来の外来語のように解されているが、本来の英語においてこの意味を表現する際には、単に a standard（複数/standards）が用いられることが非常に多く、これは音楽分野に限らずあらゆる分野において、広く周知された事象や標準化・規格化された事象に対して汎用される用語である。また、 a popular song（複数/popular songs）あるいは  a standard song（複数/standard songs）ないし a standard music（複数/standard musics）を用いることもある。
また、演歌など旧来の日本の音楽分野では特定歌手の「持ち歌」や「十八番（おはこ）」というような慣習があり、誰もがカヴァーできる「スタンダード」曲は定着しにくかった。ポップスやジャズ、ロックなどの隆盛により、歌手がジャズのスタンダード・ナンバーに挑戦したり、先輩歌手へのトリビュート盤で曲をカヴァーする風潮も広まっていった。

## 主な楽曲
- サマータイム
- ザ・クリスマス・ソング